# 사운드 블라스터 16
사운드 블라스터 16(Sound Blaster 16)은 크리에이티브 테크놀로지가 개발한 ISA 사운드 카드이다. 그러나 나중 모델에는 PCI 사운드 카드가 나왔다. PC의 확장 카드이다.

## 개요
사운드 블라스터 프로의 뒤를 이어 1992년 7월에 공개되었고, 사운드 블라스터 라인에 16비트 디지털 오디오 샘플링을 도입하였다. 또한 더 이전에 나왔던 사운드 블라스터와 같이, OPL-3 칩을 통해 FM 신지타이징을 별도의 에뮬레이션 과정 없이 그대로 지원하였다. 이 카드들은 또한 웨이브테이블 신지타이징 (샘블 기반의 신지타이징)을 위한 부가 도터보드를 위한 단자를 제공하여 일반 MIDI 표준을 준수하였다. 크리에이티브는 이러한 도터 보터를 웨이브 블라스터 라인에 제공하였다. 마침내 MIDI는 MPU-401 에뮬레이션을 포함하였다. (덤브 UART 모드 전용이지만 대부분의 MIDI 응용 프로그램들에게는 충분하였기에 문제가 없었다.) 웨이브 블라스터는 단순히 MIDI 포트에 내부적으로 연결된 MIDI 주변 기기였으므로 아무 PC 시퀀서 소프트웨어나 이를 사용할 수 있었다.
사운드 블라스터 16은 디지털 신호 처리장치를 달 수 있는 소켓을 포함하였다. 이 칩은 SB16에 몇 가지 특별한 기능을 추가할 수 있었다. 이를테면, TextAssist 소프트웨어를 통한 말하기 합성, QSound 오디오 3차원 음향 기술, 특별한 일반 오디오 압축, 압축 해제 기능을 들 수 있다. 이 칩은 사소한 산업 지원 때문에 그다지 잘 알려지지 않았다. 응용 프로그램들은 ASP 칩을 위한 프로그래밍을 포함해야 했으며, 이를 포함하지 않으면 사용되지 않은 채 남겨두어야 했다. AWE32는 소켓을 포함하는 경우가 많았지만, ASP 지원은 그다지 좋지 않았다.

## 종류
사운드 블라스터 16에는 다양한 모델이 있다:

### 사운드 블라스터 16 SCSI-2
SCSI 어댑터와 ASP 소켓이 내장되어 있다.
- CT1770
- CT1779

### 사운드 블라스터 16 MCD
MCD는 Mutli-CD의 준말이다. ATAPI를 제외한 오래된 모든 CD 인터페이스와 ASP 소켓을 사용한다.
- CT1230
- CT1230C
- CT1230S
- CT1239
- CT1239C
- CT1239S
- CT1260 (비브라 버전)
- CT1750
- CT1759

### 사운드 블라스터 16 Value 에디션
ASP 소켓이나 웨이브 블라스터 헤더가 없다. 소비자들을 위해 가격을 낮춘 카드이다.

### Vibra 16
플러그 앤 플레이를 지원하는 저가형 SB16이지만, 별도의 베이스와 트레블 제어, ASP 소켓, 웨이브 블라스터 헤더가 포함되어 있지 않다.

### 사운드 블라스터 16 IDE
CD-ROM을 위한 3개의 새로운 ATAPI IDE 인터페이스와 ASP 소켓을 제공한다.

### 사운드 블라스터 16 ASP
ASP 칩이 포함되어 있다. CD-ROM 인터페이스를 포함한다.
- CT2290

### 사운드 블라스터 16 WavEffects
사운드 블라스터 16에서 더 가격을 낮춘 제품으로 1997년에 공개되었다. 크리에이티브 WavEffects 웨이브테이블 소프트웨어가 포함되어 있다.
- CT4170
- CT4171

### 사운드 블라스터 16 PCI
사운드 블라스터 16이라고 부르지만, ISA의 분류에 속해 있지 않다. 이 카드는 엔소닉 오디오PCI 기술을 기반으로 한다.
- CT4740

## 도터 보드 버그
수많은 사운드 블라스터 16 카드의 디지털 사운드 프로세서에는 잘못된 부분이 있었다. 다시 말해, 웨이브 블라스터 헤더에 부착된 MIDI 도터 보드에서 다양한 문제가 있었다. 이 문제 때문에 악보가 끊어지거나 잘못될 수 있으며 미디 재생의 수많은 문제가 일어날 수 있다. 이에 영향을 받는 사운드 블라스터 16 카드는 DSP 버전 4.11, 4.12 이상의 버전을 사용한다. 4.05와 같이 더 오래된 버전의 경우 이에 영향을 받지 않는다. 이 문제에 대는 어느 운영체제에서나 일어났으며, 해결책이 없다.

## 같이 보기
- 사운드 블라스터